# آب‌سیاه
آب‌سیاه یا گلوکوم (به انگلیسی: Glaucoma) اصطلاحی برای توصیف گروهی از اختلالات چشمی با علت‌های متفاوت ولی اثری بالینی و مشترک بر روی چشم و عصب بینایی و وابسته به فشار داخل چشمی است.
این مشکل می‌تواند به بینایی چشم آسیب برساند که غیرقابل برگشت است و در صورت عدم معالجه سبب نابینایی می‌شود. به زبانی ساده علت آن افزایش شدید فشار زلالیه یا همان مادهٔ درون چشم است. به‌طور کلی اشکال در خروج این مایع از منافذ بسیار کوچکی در پیرامون عنبیه (دایرهٔ رنگی چشم) است. در برخی موارد به‌طور مادرزادی منافذ تنگ هستند. در موارد دیگر جلو آمدن عنبیه یا مسدود شدن این منافذ با رنگدانه‌های عنبیه یا یاخته‌های خون پس از خونریزی داخل چشم، مسیر تخلیهٔ مایع داخل چشم تقریباً مسدود می‌شود.
گلوکوم را به عنوان دزد بینایی می‌شناسند زیرا بدون علائم است و شخص در طول عمر خود از آن آگاه نمی‌شود.

## نام‌گذاری
واژهٔ گلوکوم از واژهٔ یونانی glaukos به معنی «روشنایی لرزان و ناپایدار» گرفته شده‌است. در فارسی به آن آب‌سیاه می‌گویند چون به تدریج باعث تاری پیشروندهٔ دید و کوری غیرقابل برگشت می‌شود.

## انواع
این بیماری دارای انواع زیر است:
- گلوکوم زاویه باز: حدود ۹۰ درصد موارد گلوکوم در ایالات متحده است. نشانه و علائم ناگهانی و حاد ندارد و بدون درد است. تنها علائم به تدریج پیشرونده در آن، کاهش میدان بینایی و تغییرات عصب بینایی است.
- گلوکوم زاویه بسته: کمتر از ۱۰ درصد موارد گلوکوم در ایالات متحده، اما بیش از نیمی از موارد گلوکوم در کشورهای دیگر به ویژه کشورهای آسیایی است. حدود ده درصد از بیماران زاویه بسته با حملات و بحران حاد از جمله درد ناگهانی چشم، دیدن هاله در اطراف چراغ‌ها، قرمزی چشم، فشار داخل چشم بسیار بالا (بیش از ۳۰ میلی‌متر جیوه)، تهوع و استفراغ، کاهش ناگهانی دید و گشادی مردمک همراه است. همچنین در برخی موارد مردمک بیضی‌شکل دیده می‌شود. گلوکومای زاویه بسته، یک موقعیت اورژانس است.

## علائم شایع

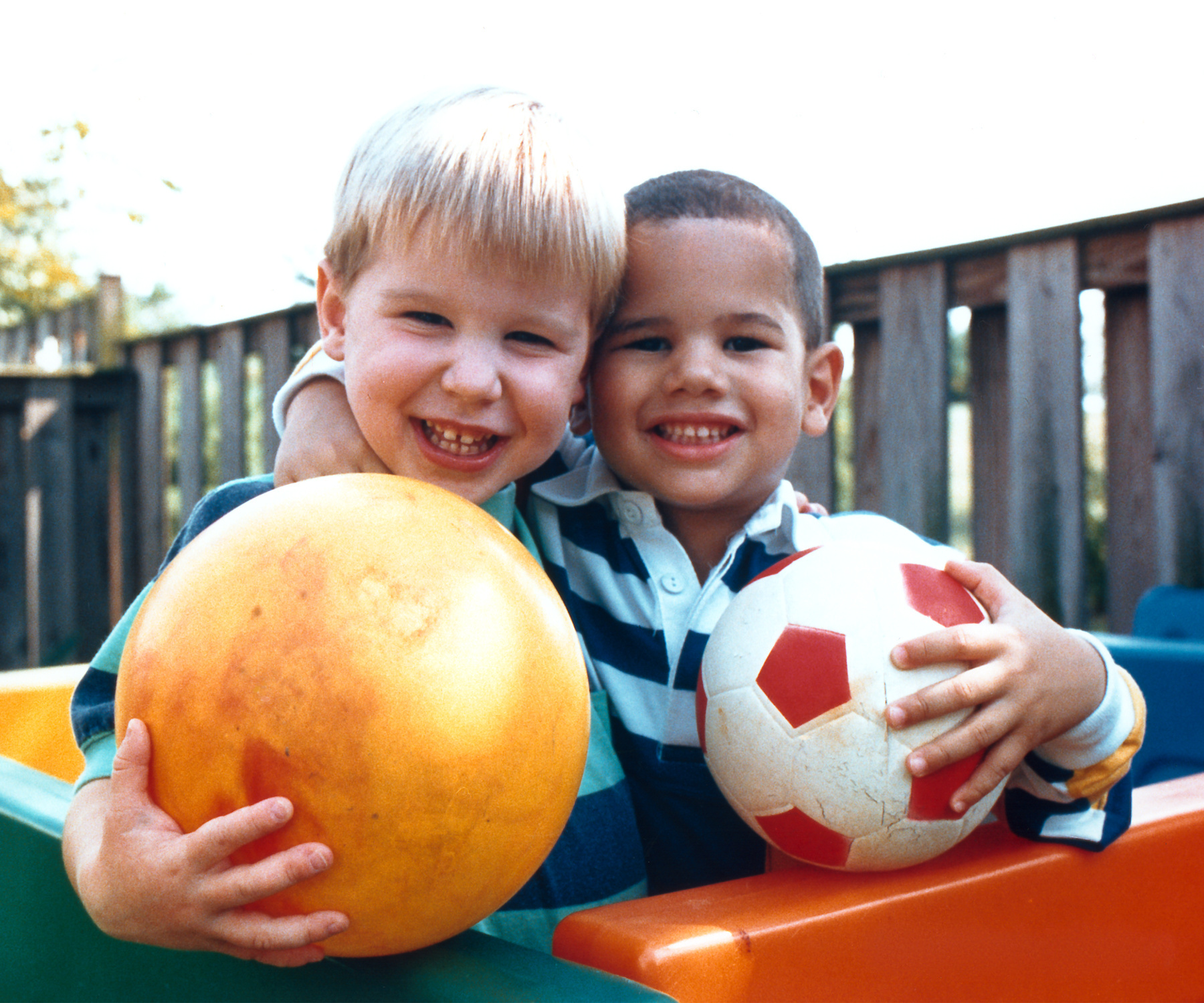
میدان دید در یک فرد سالم

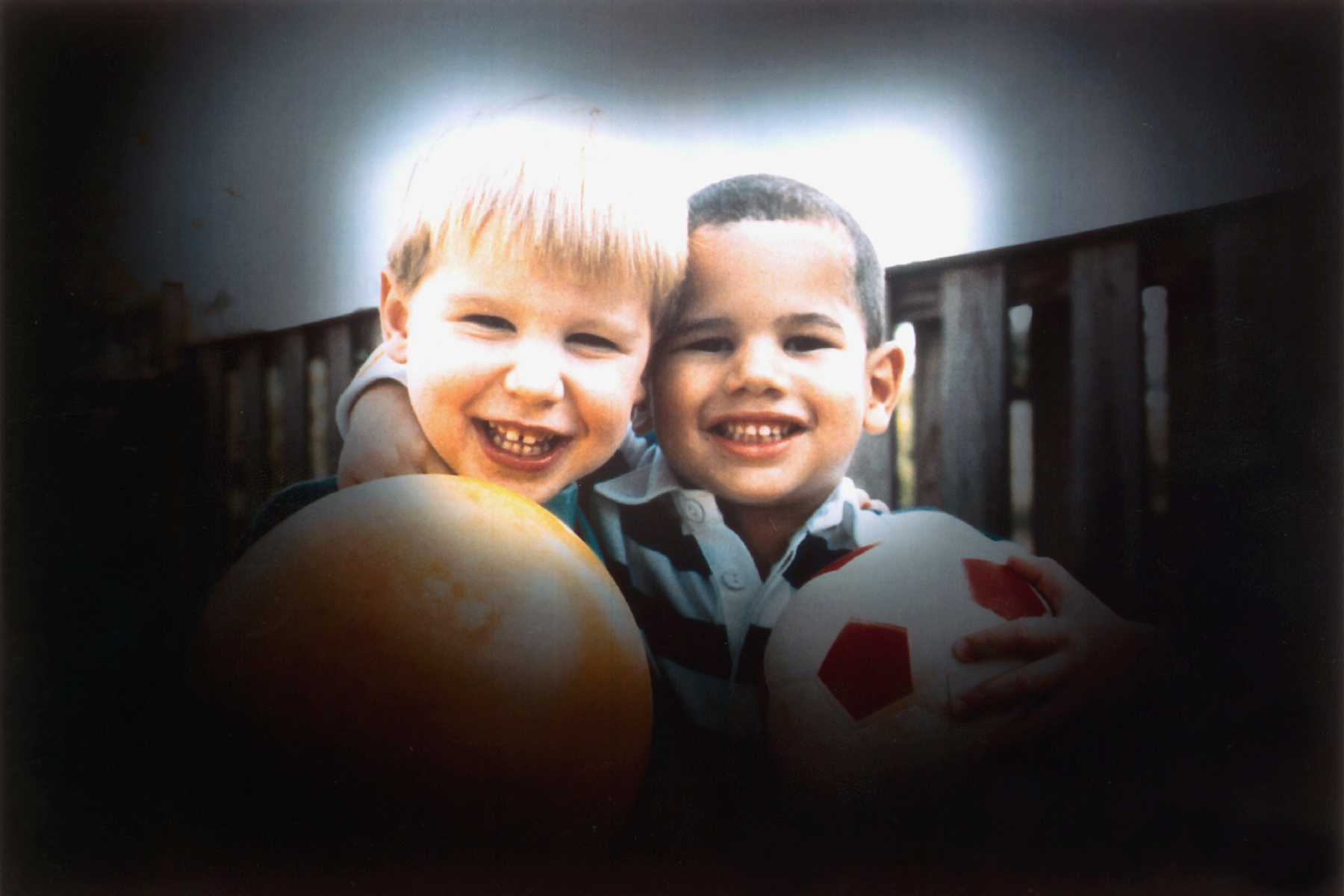
میدان دید در یک فرد مبتلا به گلوکوم پیشرفته

وقتی علائم زیر در فردی وجود داشته باشند احتمال وجود بیماری آب سیاه مزمن چشم وجود خواهد داشت. علائمی چون تغییر مداوم نمرهٔ عدسی عینک، سردرد خفیف یا اختلالات مبهم بینایی یا عدم توانایی در تطبیق بینایی از روشنایی به تاریکی.
مراحل اولیه:
- از دست رفتن دید محیطی در نواحی کوچک از میدان دید.
- تاری دیدی در یک طرف در سمت بینی میدان دید.

مراحل پیشرفته:
- بزرگ‌تر شدن نواحی از دست رفتن دید، معمولاً در هر دو چشم.
- سفت شدن کرهٔ چشم.
- وجود نقاط کور در میدان دید.
- نامناسب بودن دید در شب.

## علل
علائم در اثر تجمع مایع و افزایش فشار درون چشم و در نتیجه آسیب رسیدن به رشته‌های عصب چشمی به‌وجود می‌آیند اما در برخی از گروه‌های جمعیتی، تنها ۵۰ درصد از افراد مبتلا به گلوکوم زاویه باز اولیه دارای فشار چشم بالا هستند.
- تغذیه و رژیم‌های غذایی.
- نژاد و جنس.
- عوامل ژنتیکی و سابقهٔ خانوادگی آب سیاه حاد یا مزمن چشم.
- سن بالای ۶۰ سال.
- دیابت.
- بسیاری از داروها نیز فشار داخل چشم را بالا می‌برند و موجب بدتر شدن بیماری می‌شوند مانند قرص‌های سرماخوردگی و آلرژی، آنتی‌هیستامین‌ها، آرام‌بخش‌ها، داروهای کورتیکواستروئیدی و برخی داروهای معده و روده.
- افراد مبتلا به آپنهٔ خواب (اختلال تنفس در خواب) بسیار مستعد آب‌سیاه هستند.[۷]

## پیشگیری
تمامی افراد باید از پزشک چشم خود بخواهند تا در هر بار معاینهٔ چشم، فشار چشم را نیز اندازه بگیرد و پس از ۴۰ سالگی باید حداقل سالی یک بار معاینهٔ چشم انجام شود. در صورت بروز هرگونه تغییر در بینایی باید به اپتومتریست یا چشم‌پزشک مراجعه شود.
معاینات چشم از جمله آزمون میدان دید، تونومتری یا فشارسنجی (اندازه‌گیری فشار درون کرهٔ چشم) و افتالموسکوپی (مشاهدهٔ پشت چشم).
یوگا به عنوان ورزشی که گفته می‌شود بدن را با ذهن و تنفس هماهنگ می‌کند، طرفدارانی دارد اما نتایج یک مطالعهٔ جدید نشان می‌دهد که برخی حرکات آن موجب افزایش فشار چشم می‌شود و برای مبتلایان به گلوکوم (آب‌سیاه) خطرناک است.

## عواقب مورد انتظار
درمان آب‌سیاه چشم تا آخر عمر باید ادامه یابد. اگر آب‌سیاه به موقع تحت درمان قرار گیرد، اِشکال دائمی در بینایی به وجود نمی‌آید. توجه داشته باشید که در این بیماری دید مرکزی تا مرحلهٔ آخر بیماری وجود خواهد داشت و هیچ‌گونه اختلالی در دید مرکزی ایجاد نخواهد شد.

## درمان
این بیماری را نمی‌توان درمان قطعی کرد، اما علائم آن را می‌توان کنترل نمود. در اکثر اوقات می‌توان فشار چشم را با دارو تا حدی پایین آورد که از آسیب به عصب چشمی و از دست دادن احتمالی بینایی در آینده جلوگیری شود. استفاده از داروهای موضعی (تجویز قطرهٔ چشم) شایع‌ترین درمان برای ابتلا به گلوکوم زودرس است. هدف از استفادهٔ آن‌ها، کاهش فشار داخل چشمی (IOP) برای جلوگیری از کاهش بینایی است. به‌طور کلی داروهای مورد استفاده در بیماری گلوکوم به ۲ روش فشار داخل چشمی را کاهش می‌دهند: کاهش تولید زلالیه یا افزایش خروج زلالیه از چشم.
۱- کاهنده‌های تولید و ترشح زلالیه:
شامل دستهٔ آگونیست‌های آلفا-آدرنرژیک (از جمله آپراکلونیدین، بریمونیدین، اپی‌نفرین و…)، دستهٔ بلوک‌کننده‌های گیرندهٔ بتاآدرنرژیک (از جمله تیمولول و بتاکسولول) و دستهٔ داروهای مهارکنندهٔ کربنیک آنهیدراز (از جمله استازولامید و دورزلامید) هستند.
۲- افزاینده‌های خروج زلالیه:
شامل دستهٔ کولینرژیک‌ها (از جمله پیلوکارپین)، دستهٔ پروستاگلندین‌ها (از جمله لاتانوپروست) و دستهٔ داروهای اُسموتیک (گلیسیرین و مانیتول) هستند.
داروهای ادرارآور (دیورتیک) برای کاهش تولید و در نتیجه کاهش تجمع مایع در چشم استفاده می‌شوند.
از داروهای مورد استفاده در درمان فشار خون بالا نیز برای درمان گلوکوم (بدون آسیب عصب بینایی یا از بین رفتن بینایی) استفاده می‌شود تا از بروز گلوکوم جلوگیری شود.
هرکدام از داروهای نامبرده شده ممکن است به تنهایی یا در ترکیب با یکدیگر مورد استفاده قرار گیرند.

### جراحی
در صورتی که با قطره‌های چشمی نتوان بیماری را کنترل نمود، می‌توان از جراحی با لیزر یا جراحی با برش (جراحی انسزیونال) کمک گرفت.

### توصیه‌های درمانی
چندین دسته و برندهای زیادی قطرهٔ چشم گلوکوم وجود دارد. پزشک چشم داروهایی را که احساس می‌کند برای نیازهای فردی موثرتر است تجویز می‌کند.
در بعضی موارد ممکن است بیش از یک نوع قطرهٔ چشم مورد نیاز و تجویز قرار گیرد.
مدت استفاده از قطرهٔ چشم گلوکوم: گلوکوم به‌طور معمول یک بیماری مزمن است؛ به این معنی که ممکن است روزانه نیاز به استفاده از قطرهٔ چشمی برای بقیه عمر خود داشته باشید تا از بین رفتن گلوکوم جلوگیری کنید.
در بعضی موارد، پزشک چشم ممکن است برای کاهش خطر کاهش بینایی، داروی خوراکی (قرص) تجویز کند.
برای امنیت و رفاه خود، مهم است که داروهای روزانه گلوکوم خود را طبق دستورالعمل مصرف کنید. بی‌دقتی و عدم رعایت رژیم‌های درمانی گلوکوم، تجویز پزشکان چشم، یکی از دلایل اصلی نابینایی ناشی از گلوکوم است.
اگر متوجه شدید که قطره‌های چشمی که از آن برای گلوکوم استفاده می‌کنید ناراحت‌کننده یا ناخوشایند هستند، هرگز آن‌ها را قطع نکنید بدون این‌که ابتدا با پزشک چشم خود در مورد یک روش درمانی جایگزین احتمالی مشورت کنید.